# Landeskundliche Bibliothek für Spessart und Untermain
Die Landeskundliche Bibliothek für Spessart und Untermain ist eine wissenschaftliche Bibliothek in Aschaffenburg in Bayern. Sie ist dem Stadt- und Stiftsarchiv Aschaffenburg angeschlossen.

## Bestände
In der Bibliothek befinden sich rund 75.000 Bände, darunter ca. 250 laufende Zeitschriften und Serien. Die Bestände sind der Öffentlichkeit zugänglich und zum Teil auch entleihbar.
Die Sammelschwerpunkte sind zum einen regional auf die für den Standort relevanten Gebiete Aschaffenburg, Spessart und Untermain, Odenwald, Franken, Bayern, Hessen und Kurmainz bezogen, zum anderen liegt ein inhaltlicher Fokus auf Landes-, Kunst- und Kulturgeschichte sowie auf allgemeiner Geschichtswissenschaft, Genealogie und Heraldik. Insbesondere finden sich darunter Quellen der Grauen Literatur, die nicht über die gewöhnlichen Verlagsinstitutionen veröffentlicht wurden. Ein Großteil der Publikationen stammt aus Schenkungen regionaler Heimatforscher.